# Collegio uninominale Abruzzo - 01 (Senato della Repubblica 2017)
Il collegio elettorale uninominale Abruzzo - 01 è stato un collegio elettorale uninominale della Repubblica Italiana per l'elezione del Senato tra il 2017 ed il 2022.

## Territorio
Come previsto dalla legge elettorale italiana del 2017, il collegio era stato definito tramite decreto legislativo all'interno della circoscrizione Abruzzo.
Era formato dal territorio di tutta la provincia di Pescara e di tutta la provincia di Chieti e dai comuni di Anversa degli Abruzzi, Bugnara, Campo di Giove, Cansano, Cocullo, Corfinio, Introdacqua, Pacentro, Pettorano sul Gizio, Pratola Peligna, Prezza, Raiano, Rocca Pia, Roccacasale, Scanno, Sulmona, Villalago e Vittorito in provincia dell'Aquila.
Il collegio era parte del collegio plurinominale Abruzzo - 01.

## Eletti
| Elezione | Elezione | Senatore        | Partito               |
| -------- | -------- | --------------- | --------------------- |
|          | 2018     | Primo Di Nicola | Movimento 5 Stelle    |
|          | 2022     | Primo Di Nicola | Insieme per il futuro |

## Dati elettorali

### XVIII legislatura
Come previsto dalla legge elettorale, 116 senatori erano eletti con sistema a maggioranza relativa in altrettanti collegi uninominali a turno unico.
| Candidati              | Candidati                 | Voti    | %     | Liste                    | Voti    | %     |
| ---------------------- | ------------------------- | ------- | ----- | ------------------------ | ------- | ----- |
|                        | Primo Di Nicola ✔️ Eletto | 165 519 | 40,99 | Movimento 5 Stelle       | 165 519 | 40,99 |
|                        | Antonella Di Nino         | 138 259 | 34,24 | Forza Italia             | 64 054  | 15,86 |
| Lega                   | Antonella Di Nino         | 138 259 | 34,24 | 50 718                   | 12,56   |       |
| Fratelli d'Italia      | Antonella Di Nino         | 138 259 | 34,24 | 18 778                   | 4,65    |       |
| Noi con l'Italia - UDC | Antonella Di Nino         | 138 259 | 34,24 | 4 709                    | 1,17    |       |
|                        | Federica Chiavaroli       | 72 586  | 17,98 | Partito Democratico      | 55 401  | 13,72 |
| Civica Popolare        | Federica Chiavaroli       | 72 586  | 17,98 | 8 786                    | 2,18    |       |
| +Europa                | Federica Chiavaroli       | 72 586  | 17,98 | 6 721                    | 1,66    |       |
| Italia Europa Insieme  | Federica Chiavaroli       | 72 586  | 17,98 | 1 678                    | 0,42    |       |
|                        | Mirella Moresco           | 10 454  | 2,59  | Liberi e Uguali          | 10 454  | 2,59  |
|                        | Franco Cilli              | 4 870   | 1,21  | Potere al Popolo!        | 4 870   | 1,21  |
|                        | Mirko Iacomelli           | 3 647   | 0,90  | CasaPound                | 3 647   | 0,90  |
|                        | Andrea D'Ingeo            | 3 225   | 0,80  | Il Popolo della Famiglia | 3 225   | 0,80  |
|                        | Alice Di Falco            | 2 492   | 0,62  | Partito Comunista        | 2 492   | 0,62  |
|                        | Orlando Palmer            | 1 988   | 0,49  | Italia agli Italiani     | 1 988   | 0,49  |
|                        | Giuseppe Paolone          | 731     | 0,18  | Partito Valore Umano     | 731     | 0,18  |
| Totale                 | Totale                    | 403 771 | 100   |                          | 403 771 | 100   |
|                        |                           |         |       |                          |         |       |
| Voti non validi        | Voti non validi           | 15 007  | 3,58  |                          |         |       |
| Votanti                | Votanti                   | 418 778 | 75,06 |                          |         |       |
| Elettori               | Elettori                  | 557 917 |       |                          |         |       |